# Гарлсден (станція)
51°32′10″ пн. ш. 0°15′27″ зх. д. / 51.536111° пн. ш. 0.2575° зх. д.

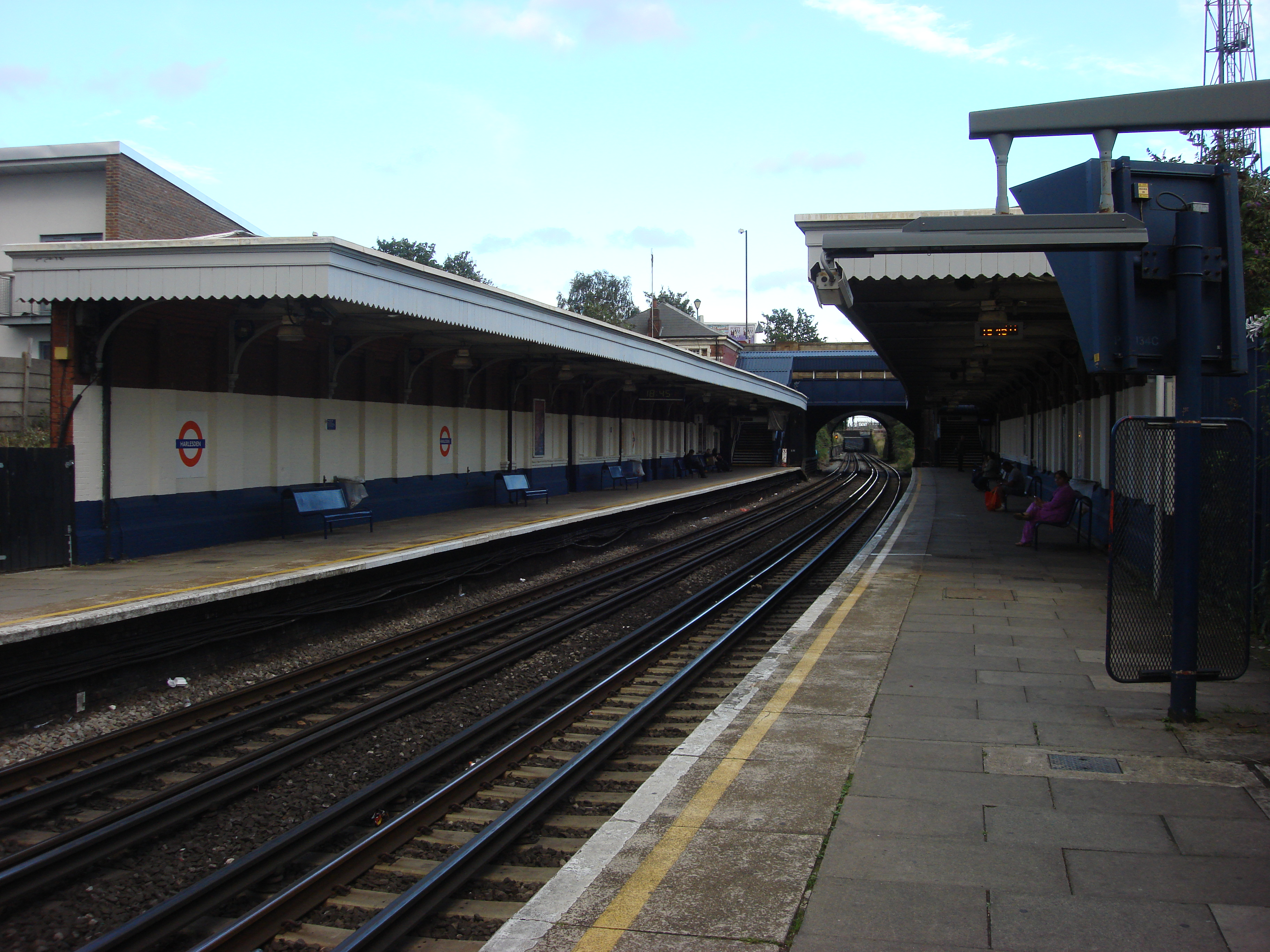
Платформа станції Гарлсден

Гарлсден (англ. Harlesden) — станція Лондонського метрополітену лінії Бейкерлоо та London Overground лінії Watford DC line, розташована у районі Гарлсден, у 3-й тарифній зоні. В 2017 році пасажирообіг станції, для London Overground, склав 1.034 млн осіб, для Лондонського метро — 3.20 млн осіб

## Історія
- 15 червня 1912 — відкриття станції у складі London and North Western Railway (LNWR)[5]
- 16 квітня 1917 — початок трафіку лінії Бейкерлоо.

## Пересадки
- на автобуси London Buses маршрутів 187, 206, 224, 226, 228, 260, 487.